# 蘇凡凌
蘇凡凌（1955年4月29日—），台灣作曲家，台灣新竹人，現任華人女作曲家協會 （页面存档备份，存于）主席，客家委員會顧問，曾任國立清華大學 （页面存档备份，存于）與國立新竹教育大學專任教授，行政院客家委員會委員。蘇凡凌於2007年1月獲得國立台北藝術大學音樂藝術（作曲）博士學位，不僅是台灣第一位獲得國內大學音樂藝術博士學位者，也是台灣第一位獲得國內大學藝術類博士學位者。她曾獲得奧地利市立維也納音樂學院理論與作曲畢業文憑，亦於奧地利維也納音樂與表演藝術大學 （页面存档备份，存于）（前身為國立維也納音樂與表演藝術學院）電子音樂音響應用研究所畢業，另外也獲得國立台灣師範大學音樂研究所作曲碩士學位。
2013-2017年曾策畫主辦5屆的「臺灣國際客家文化藝術季」邀請林昭亮等國際音樂藝術家參與演出；2016年策演製作「哈客流行列車」共7場巡迴表演；2015年策演製作「哈客狂潮－經典․流行․跨界․時尚」共3場結合聲音、舞蹈、服飾走秀等表演；並曾主辦擔任國際文化交流策演人於2009年「世界華人女作曲家在臺灣管絃樂作品音樂會」、2014年「2014臺灣國際客家意象作品音樂會」2場音樂會，以及2019年「四月望雨－華人女作曲家風情畫」音樂會。
蘇氏作品風格多元，涵蓋各種編制且數量頗多，尤擅長於大型樂團如管絃樂團的創作，創作多首具客家元素之樂曲，如：《九降風傳說》，《1895序曲》, 《桐花仙子》,《風神》,《女媧補天》,《舞獅》由國際知名的小提琴家林昭亮於2015/16年世界首演; 《義民禮讚》、《三山國王傳奇》、《祖先的腳印》合唱交響曲、《笑問客從何處來》、《粉墨登場》、《神話-天穿》、《大湖之戀》、《窈窕淑女》、《落水天》箜篌獨奏曲、《天空落水》琵琶與絃樂四重奏、《風之動》、《闊的海》獨唱曲等。2014年受臺北市政府客家事務委員會 （页面存档备份，存于）委託創作《客家慶典序曲》是有史以來世界首創為客家慶典而作的大型管絃樂曲，是特以西洋管絃樂團與客家八音團所組成的中西合璧超大型管絃樂團而設計，其意義非凡，並世界首演於臺北市客家文化節。在《蕭如松美學創作音樂會》以音樂創作結合畫作與電腦多媒體展演中擔綱音樂作曲並世界首演。
蘇氏在國際間的得獎作品包括：管絃樂《八卦》（奧地利作曲家聯盟作曲比賽首獎 （页面存档备份，存于））及為十五位絃樂器演奏者而寫的《天地人》（德國曼海姆市之【第九屆國際女作曲家作品比賽】榮譽獎章 （页面存档备份，存于））。
蘇氏在國內亦獲獎無數，計有文建會音樂創作獎 （页面存档备份，存于）室內樂《萬象I》及《天地人》，管絃樂《八卦》及《鋼琴協奏曲》，教育部1995－2004年文藝創作獎音樂類─大型國樂曲《佛跳牆》、管絃組曲《廟會》、獨唱曲暨合唱曲《催妝曲》等、大型室內樂曲《笑問客從何處來》及合唱曲《六州歌頭》等。
在國際舞臺上，蘇氏的作品經常在世界各地演出，如美國、加拿大、香港、德國、奧地利、波蘭、立陶宛、中國大陸及馬來西亞等地區。蘇氏作品曾被許多著名交響樂團演出：中國交響樂團 （页面存档备份，存于）、深圳交響樂團、廣東民族樂團、中國中央音樂學院彈撥樂團、中國上海愛樂樂團 （页面存档备份，存于）、臺北市立交響樂團 （页面存档备份，存于）、國立臺灣交響樂團 （页面存档备份，存于）、臺灣國樂團 （页面存档备份，存于）、臺北市立國樂團 （页面存档备份，存于）及長榮交響樂團 （页面存档备份，存于）、狂美交響管樂團 （页面存档备份，存于）與新竹交響管樂團 （页面存档备份，存于）等。 

## 現職
華人女作曲家協會主席、客家委員會顧問。

## 學歷
國立台北藝術大學音樂藝術（作曲）博士，師事潘皇龍教授；國立臺灣師範大學音樂研究所作曲碩士，師事陳茂萱 （页面存档备份，存于）教授；奧地利國立維也納音樂學院電子音樂音響應用研究所畢業；奧地利市立維也納音樂學院理論與作曲畢業文憑，師事[./Https://de.wikipedia.org/wiki/Reinhold_Portisch （页面存档备份，存于） Reinhold Portisch]教授。

## 獲獎紀錄

### 國外
- 《八卦》爲管絃樂～奧地利作曲家聯盟作曲比賽首獎作品
- 《天地人》爲十五位絃樂器演奏者～【第九屆國際女作曲家作品比賽】榮譽獎章（德國曼海姆市）

### 國內
- 《萬象Ｉ》爲室內樂～文建會音樂創作獎
- 《天地人》～文建會音樂創作獎
- 《八卦》爲管絃樂～文建會音樂創作獎
- 《鋼琴協奏曲》～文建會音樂創作獎
- 《佛跳牆》爲大型國樂曲～教育部八十四年文藝創作獎
- 《廟會》管絃組曲～教育部八十九年文藝創作獎
- 《催妝曲》獨唱曲暨合唱曲兩首～教育部九十一年文藝創作獎
- 《笑問客從何處來》大型室內樂曲～教育部九十二年文藝創作獎
- 《六州歌頭》合唱曲～教育部九十三年文藝創作獎

## 重要表演紀錄
- 2001年為國立臺北藝術大學學校簡介2003-VCD編寫配樂。
- 2001年10月張大勝教授指揮育芝管絃樂團首演《 廟會管絃組曲》。12月黃維明教授指揮YWCA管絃樂團演出《 廟會管絃組曲》。
- 2002年5月〔台北－上海音樂薈萃〕在中國上海大劇院演出《 迴盪》。
- 2002年8月在德國科隆與立陶宛由采風樂坊演出作品〔金縷衣〕。
- 2003年為「輔仁大學校歌」編曲為合唱與管絃樂的編制，並由輔仁大學交響樂團暨合唱團於國家音樂廳演出。
- 2003年行政院客家委員會委託創作聲樂合唱作品《 夢中介小木屋》、《 童年印象》，並於高雄市至德堂演出。
- 2004年3月由深圳交響樂團 （页面存档备份，存于）在香港大會堂演出《 粉墨登場》，並由香港音樂廣播電台轉播（有錄製成CD）。
- 2004年9月由華人女作曲家協會主辦在北京國家圖書館（页面存档备份，存于）音樂廳發表《 雁落平沙》鋼琴三重奏曲。獲選為北京2005年4月音樂生活月刊封面專題人物介紹。
- 2005年3月11日由中國交響樂團（CNSO）在北京音樂廳演出管弦樂作品《 粉墨登場》，並由中國中央電視台音樂台轉播（有錄製成DVD）。
- 2005年5月由台北市立交響樂團 （页面存档备份，存于）演出，在台北中山堂發表《 虞美人》管絃樂曲。6月由台北市立交響樂團演出，在台北中山堂發表《 催妝曲》人聲與管絃樂曲。
- 2006年3月由台北德國文化中心 （页面存档备份，存于）舉辦的系列音樂會「我剛從德國回來」發表三首聲樂作品《 半夜深巷琵琶》、《 渭城曲》（德文歌詞）與《 催妝曲》。
- 2007年1月於國立台北藝術大學音樂廳發表整場個人作品音樂會「蘇凡凌樂展－聲音密碼」。

- 2007年3月華人女作曲家協會 （页面存档备份，存于）與國際女音樂家聯合會（IAWM） （页面存档备份，存于）舉辦「2007彈撥樂新作品音樂會」，在北京中央音樂學院音樂廳由中國中央音樂學院彈撥樂團演出，發表《 金縷衣》傳統樂器八重奏曲，並由中國中央電視台音樂台轉播。12月「國立新竹教育大學2007管弦樂之夜」，於台北國家音樂廳，發表兩首人聲與管弦樂作品《 催妝曲》與《 半夜深巷琵琶》。

- 2008年4月由國際女音樂家聯合會（IAWM）主辦「2008北京國際女音樂家大會- 2008 International Congress on Women in Music」，在大會發表演出作品《 異之音》。5月華人女作曲家協會主辦，由廣東民族樂團在香港大會堂演出國樂管弦樂作品《 廟會管絃組曲》。4月18日由台北市立交響樂團主辦「國人作品－管絃樂篇」，在台北中山堂中正廳發表世界首演三管管弦樂作品《 笑問客從何處來》。11月由歐洲立陶宛主辦之世界手風琴音樂節，在首都威爾尼斯市，首演發表手風琴獨奏作品《 聲音素描》。

- 2009年蘇凡凌策演世界華人女作曲家協會之《女性的魅力－世界華人女作曲家管絃樂作品音樂會》，於11月29日新竹市立演藝廳及12月 1日台北中正文化中心國家音樂廳，由長榮交響樂團演出蘇凡凌管絃樂作品《粉墨登場》。
- 2010年6月「當代本土˙浪漫西洋－管絃˙協奏曲之夜」由國立新竹教育大學主辦，世界首演作品《扭轉乾坤》小提琴協奏曲於臺北國家音樂廳。
- 2010年10月21日於中國上海的世界博覽會閉幕音樂會在Pub小演奏廳，演出作品《金縷衣》國樂室內樂曲。
- 2010年11月4日臺灣璇音雅集［2010音聲相合］管樂作品音樂會，於臺北國家演奏廳，發表傳統樂器室內樂作品《聲音密碼》。
- 2010年12月7日［探索福爾摩沙－女性作曲家系列］於臺北國家演奏廳，發表三首作品《異之音》,《雁落平沙》與世界首演《誰知道》。
- 2010年12月17日［2010現代聲樂作品發表會］於東吳大學松怡廳，世界首演《闊的海》為人聲獨唱、小提琴、大提琴與鋼琴。
- 2011年5月8日［「現代樂集系列六」－李宜珍鋼琴獨奏會演出作品《廟會鋼琴組曲》於臺北國家演奏廳。
- 2011年5月13日［第28屆上海之春國際音樂節］，《笑問客從何處來》世界華人女作曲家原創作品音樂會，在中國上海音樂廳，由上海愛樂樂團擔綱，演出三管管絃樂作品《笑問客從何處來》。
- 2011年˙5月27日［2011北京現代音樂節］，在中國北京中央音樂學院音樂廳，發表鋼琴獨奏作品《形影相生》。
- 2011年˙9月21日與南非開普敦大學(University of Cape Town)學術文化交流並於開普敦市音樂廳演出作品《廟會鋼琴組曲》。
- 2011年9月24-25日華人女作曲家協會主辦雙鋼琴作品音樂會，於北京大劇院與中國人民大學音樂廳演出《乩童》雙鋼琴曲。
- 2011年9月29日北京人民音樂出版社與北京交響樂團演出《笑問客從何處來》管絃樂作品。
- 2011年10月29日現代音樂協會與聲樂家協會主辦［2011現代聲樂作品發表會］於國立臺灣師範大學音樂廳世界首演《別擰我，疼》為人聲與鋼琴曲。
- 2011年11月2日臺灣愛樂師友會主辦［心心相惜二］，於國家演奏廳演出《催妝曲》為人聲與鋼琴曲。
- 2011年11月28日由亞洲作曲家聯盟主辦為期八天的亞太音樂節，［東西混合室內樂］專場於東吳大學松怡廳世界首演作品《山中隨想》為二胡、打擊與鋼琴三重奏。
- 2012年1月6日主辦[林昭亮小提琴大師班]講座。
- 2012年10月5日［2012臺北國際現代音樂節] 於東吳大學松怡廳世界首演作品 《天空落水》為琵琶與弦樂四重奏。
- 2012年10月6日［2012臺北國際現代音樂節］於東吳大學松怡廳世界首演作品《難得》為人聲與鋼琴曲。
- 2012年10月18日-22日「我們的夢2012－華人女作曲家協會10週年音樂會系列」華人女作曲家協會主辦二場音樂會暨演講，世界首演作品《窈窕淑女》為香港城市室內樂團，《乩童》為雙鋼琴作品。
- 2012年10月29, 31日與11月21日「祖先的腳印」客家交響之夜，由長榮交響樂團主辦三場音樂會分別於國家音樂廳與台中市中山堂音樂廳，世界首演作品《祖先的腳印》合唱交響曲共三個樂章。
- 2012年12月26日《祖先的腳印》混聲四部無伴奏合唱曲，由台北室內合唱團擔綱於東吳大學松怡廳演出。
- 2013年1月10日完成《竹教大校歌》改編為交響樂版與聲樂交響樂版並首演於新竹教育大學演奏廳。
- 2013年4月3日「祖先的腳印」客家交響之夜，由長榮交響樂團主辦於基隆市立文化局音樂廳世界首演作品《三山國王傳奇》管絃樂曲與《祖先的腳印》合唱交響曲。
- 2013年4月6日由國立台灣交響樂團主辦特選經典II【浮世雙情】，客席指揮洪毅全Guest Conductor: Darrell Ang，於國立台灣交響樂團霧峰演奏廳演出作品《粉墨登場》管絃樂曲。
- 2013年5月策展主辦［2013第一屆臺灣國際客家文化藝術季與[林昭亮小提琴大師班]講座。
- 2013年月27,30日演出《祖先的腳印》合唱交響曲，由國立新竹教育大學音樂系管弦樂團與新竹市立混聲合唱團擔綱演出兩場，於國立新竹教育大學講堂甲與新竹縣立文化局演奏廳。
- 2013年10月2日「音聲相合」管樂作品發表會，於國家演奏廳世界首演作品《風之動》為薩克斯風家族獨奏曲。
- 2013年10月13日「2013國際現代音樂節」聲樂作品發表會，於東吳松怡廳世界首演作品《滬江車中》為人聲與鋼琴曲。
- 2013年11月10日【璇音•三十】音樂會(二) 發表作品《風之動》。
- 2013年12月14日「音樂台灣2013作品發表會」由亞洲作曲家聯盟台灣總會主辦，於東吳松怡廳演出作品《闊的海》為人聲、小提琴、大提琴與鋼琴。
- 2013年12月19,20日「華人女作曲家箜篌新作專場—魯璐首演音樂會」兩場，於中國北京師範大學北國劇場與中國音樂學院國音堂，世界首演作品《落水天》箜篌獨奏曲。
- 2014年5月策展策展主辦［2014第二屆臺灣國際客家文化藝術季］。
- 2014年5月3,14日演出《祖先的腳印》合唱交響曲，由國立新竹教育大學音樂系管弦樂團與新竹市立混聲合唱團擔綱演出兩場，於苗栗客家文化園區與國立清華大學大禮堂。
- 2014年10月25日「2014國際現代音樂節」聲樂作品發表會，於東吳松怡廳世界首演作品《天神似的英雄》為人聲與鋼琴曲。
- 2014年11月1-7日「ACL Conference & Festival-Again Music Festival 2014 in Japan」在日本Kokohama首演《乩童－雙鋼琴曲》。
- 2014年11月7日台北市客委會委託創作《客家慶典序曲》世界首演於台北市客家主題公園。
- 2014年11月22日［蕭如松畫作美學音樂會］發表首演創作音樂作品計6首。
- 2014年12月策展主辦[2014臺灣國際客家意象作品音樂會]共兩場，並由長榮交響樂團演出，於臺北國家音樂廳發表作品《三山國王傳奇》管絃樂曲。
- 2015年5月策展主辦［2015第三屆臺灣國際客家文化藝術季］及 [林昭亮小提琴大師班]講座。
- 2015年5月17日[弓弦交響－國際小提琴大師林昭亮音樂會] 於清華大學大禮堂，由林昭亮世界首演作品《舞獅》為小提琴獨奏與弦樂團曲，另由林昭亮弟子林士凱世界首演作品《女媧補天》小提琴獨奏與弦樂團曲，協奏樂團由國立新竹教育大學音樂系教授管弦樂團擔綱。
- 2015年5月27,28日［2015第三屆臺灣國際客家文化藝術季］演出《三山國王傳奇》管絃樂曲，由國立新竹教育大學音樂系管弦樂團擔綱演出兩場，於苗栗藝文中心與新竹市立演藝廳。
- 2015年6月8日中國北京中央音樂學院［鋼琴音樂節開幕式音樂會］－輝煌鋼琴盛 宴呈現當代傑出鋼琴作品，在北京中山音樂堂，由趙聆鋼琴家獨奏作品《乩童》。
- 2015年9月9日慶祝指導教授潘皇龍70壽誕音樂會，特寫一首作品世界首演《九如之頌》小提琴獨奏曲，由林士凱獨奏，於台北十方樂集。
- 2015年11月27日由新疆愛樂樂團於烏魯木齊市世界首演《西域傳奇》管絃樂曲。
- 2015年11月26,28,29日2015策演製作［哈客狂潮］時尚․經典․流行․跨界，並演出作品《客家慶典序曲》為管絃樂團與客家八音團，與《祖先的腳印》合唱交響曲並由伊林模特兒展演客家創意服飾動態走秀。
- 2016年5月策展主辦［2016第四屆臺灣國際客家文化藝術季］及[林昭亮小提琴大師班]講座。
- 2016年5月15日［[風神˙四季－國際大師林昭亮小提琴音樂會] 於新竹市文化局演藝廳，由林昭亮世界首演作品《風神》小提琴獨奏與鋼琴曲。
- 2016年5月22日[傳承與開創－楊兆禎師生歌樂演唱會]，演出《祖先的腳印第一樂章》混聲合唱與鋼琴曲、編曲自楊兆禎詞曲之《許先生驚某》為無伴奏混聲合唱，由新竹市立合唱團擔綱演出，於新竹市文化局演藝廳。
- 2016年5月27日［[夢幻琴弦]，演出《舞獅》、《女媧補天》小提琴獨奏與弦樂團，由林天吉擔任小提琴獨奏，國立新竹教育大學音樂系弦樂團擔綱演出，於新竹市文化局演藝廳。
- 2016年5月28日[琴歌隨想]管弦樂之夜，演出《客家慶典序曲－開場樂》管絃樂曲，由國立新竹教育大學音樂系管弦樂團擔綱演出，於新竹縣文化局演藝廳。
- 2016年9月策演製作［哈客流行列車］，由長榮交響樂團擔綱，於桃竹苗三縣市巡迴演出計七場。
- 2016年10月26日《武俠穹蒼國王傳奇》由桃園交響樂團擔綱，於中壢藝術館演出作品《三山國王傳奇》。
- [華人女作曲家音樂會系列 — 我們的夢2016]舉辦兩場音樂會，於11月22日《華人女作曲家遇上明儀合唱團》由香港明儀合唱團於香港大會堂音樂廳演出《祖先的腳印》為合唱團與鋼琴曲。
- 2016年11月23日《箜篌重生30年箜篌原創作品魯璐演奏會》於香港大會堂劇院演出作品《落水天》箜篌獨奏曲。
- 2017年因兩校合併，擔任國立清華大學音樂系教授並兼任藝術學院院長。
- 2017年4月為[清華大學校歌]編曲配器為混聲四部合唱團與管樂團，並在清大校慶典禮 （页面存档备份，存于）演出。
- 2017年5月策畫主辦［2017第五屆臺灣國際客家文化藝術季］及[林昭亮小提琴大師班]講座。
- 2017年5月13日[義民禮讚小提琴音樂會] 於國立清華大學大禮堂，由林士凱世界首演作品《義民禮讚》小提琴獨奏與弦樂團曲。
- 2017年5月16日 [客從遠方來笛響竹塹城] 於新竹縣立文化局演藝廳，由新竹直笛合奏團與國立清華大學木笛團聯合演出改編曲《思想起》為直笛團。
- 2017年5月21日 [指樂飛揚] 於苗北藝文中心演藝廳，由曾維庸青年指揮家與台灣國樂團演出《粉墨登場》為大型國樂團曲。
- 2017年5月24日 [管與弦的對話] 於國立清華大學大禮堂，由長笛家劉士誠演出《女媧補天》長笛獨奏與弦樂團曲，以及[管與弦的對話] 於國立清華大學大禮堂，由長笛家Rita D’Arcangelo演出《舞獅》長笛獨奏與弦樂團曲。
- 2017年9月11日 [台灣音畫˙管樂風華] 於台中國家歌劇院，由台灣青年管樂團與靜宸合 唱團演出《祖先的腳印》合唱交響曲三個樂章(改編為混聲合唱團與管樂團)。
- 2017年10月19日 ACL亞洲作曲家聯盟大會－開幕音樂會，由NSO國家交響樂團演出《三山國王傳奇》三管管絃樂曲，地點在台北國家音樂廳。
- 2017年11月19日 [戀戀客家風情] 於新竹市立演藝廳，由新竹交響管樂團委託創作首演2首作品《1895序曲》,《桐花仙子》為管樂團曲。
- 2017年12月16日 [音樂台灣2017作品發表會] 於台灣師範大學演藝廳演出作品《九如之頌》小提琴獨奏曲。
- 2019年1月擔任「華人女作曲家協會」主席 (國際組織， Chinese Woman Composers’Association-CWCA)。
- 2019年4月9日[第二屆特拉維夫國際木笛音樂節開幕音樂會]於以色列/特拉維夫音樂學院音樂廳，直笛家陳孟亨教授與鋼琴伴奏Aviad Stier，演出《舞祭》直笛獨奏與鋼琴曲。
- 2019年5月4日[台韓之音作品交流音樂會] 於國立台北教育大學創意館雨賢廳演出《九如之頌》小提琴獨奏曲。
- 2019年5月8日[創樂會 東方紀元 ] 韓國-臺灣交流現代音樂節，於韓國首爾市國家演奏廳演出《九如之頌》小提琴獨奏曲。
- 2019年11月29日新竹交響管樂團演出2首作品《1895序曲》、《桐花仙子》為管樂團曲，於新竹市立演藝廳。
- 2019年12月14日策演製作國際文化交流[四月望雨－華人女作曲家風情畫]，並且世界首演作品《九降風傳說》雙簧管與管弦樂團由蔡采璇獨奏，莊文貞指揮，長榮交響樂團擔綱，於新竹縣文化局演藝廳。
- 2020年11月28日狂美交響管樂團委託創作作品《神話－女媧補天》，世界首演於中壢藝術館。
- 2021年1月2日第二屆客家音樂節－新竹交響管樂團委託創作作品《大湖之戀》，世界首演於大湖公園。
- 2022˙5月8日受台中市客家委員會委託《祖先的腳印》合唱交響曲改編為台中市客家委員會國樂團編制，預計於台中市中山堂演出 (演出前2日因新冠疫情而取消)。
- 2023年5月28日「當代室內樂作品音樂會」演出《舞祭》二重奏與《廟會鋼琴組曲》，由鋼琴家李宜珍與豎笛家楊喬惠演奏，於十方樂集
- 2023年9月2日《幸福介味緒》 （页面存档备份，存于）為獨唱與管弦樂團，由客家委員會委託創作，世界首演由獨唱家姜雲玉、指揮范楷西與國立臺灣交響樂團擔綱演出，於台中霧峰國臺交演奏廳。
- 2023年10月7日國際文化交流「華人女作曲家音樂會系列 — 我們的夢2023 室內樂新創作品音樂會」，四重奏作品《花非花》由香港創樂團擔綱，世界首演於香港大會堂劇院。
- 2023年11月12日《水知月音》專場 （页面存档备份，存于），由台灣璇音雅集委託創作並發表《夜風吹醉舞》鋼琴三重奏，世界首演於台灣音樂館小表演廳。
- 2023年11月19日「台灣音樂憶像－當代合唱作品選粹」 （页面存档备份，存于）2首合唱曲《去罷》、《颯颯東風細雨來》，由亞洲作曲家聯盟主辦，鮑恆毅指揮台北室內合唱團，世界首演於國家演奏廳。

## 主要著作
- 《混沌理念在音樂創作中的運用》，論文，1995
- 《從西方的理論基礎到東方的創作理念之運用》，論文，2001
- 《支聲複音概念在我的音樂創作中的實踐》，博士論文，2007
- 《新世紀的音樂創作觀－我的創作理念》，論文，2008

## 出版品
- 有聲資料CD-SU0001：《蘇凡凌管絃樂作品集》2009  現代音樂協會台北分會出版，國家文化藝術基金會贊助。
- ˙有聲資料CD/樂譜KUKE CN-011：《中國當代作曲家系列－女作曲家專輯零號》，ISBN 978-7-7986-5540-7,2018，中國科學文化音象出版社有限公司出版。
- 有聲資料CD/DVD：《指樂飛揚》，2017，NCO台灣國樂團出版。
- 有聲資料CD-TCA2015001：《台灣當代作曲家系列作品XII》，2015，台灣作曲家協會出版，國家文化藝術基金會贊助。
- 有聲資料CD/DVD蘇凡凌：《祖先的腳印》－客家交響之夜，2012,長榮交響樂團出版，指導單位：客家委員會。
- 有聲資料CD/樂譜 ISBN 978-7-103-04268-7：中國當代作曲家曲庫《笑問客從何處來》, 2011，人民音樂出版社出版。

## 主要創作作品

### 管絃樂作品
- 1989 《八  卦》為管絃樂                                      21'
- 1990 《鋼琴協奏曲》為鋼琴獨奏與管絃樂                        20'30
- 1992 《巴哈頌》為管絃樂                                      21'30
- 1995 《菩提無語》為國立實驗國樂團 （页面存档备份，存于）（委託創作）                12'00
- 1995 《佛曰不可說》為台北市立國樂團 （委託創作）             16'30
- 1995 《佛跳牆》為大型國樂團 （教育部文藝創作獎）             14'
- 1996 《一笑君王》為台北市立國樂團 （委託創作）               12'30
- 1997 《粉墨登場》為台北市立國樂團 （委託創作）               16'
- 1998 《廟  會》管絃組曲 為大型國樂團                         12'
- 1998 《我從山中來》協奏曲 為大提琴獨奏與國樂團（委託創作）   10'
- 1998 《粉墨登場》為二管管絃樂團                              16'
- 2001 《緣投嬰仔》小提琴協奏曲                                15'30
- 2002 《廟會管絃組曲》為二管管絃樂團                          12'
- 2002 《笑問客從何處來》為三管管絃樂團                        13'
- 2005 《催妝曲》為人聲與管絃樂曲                               9'26
- 2005 《虞美人》管絃樂曲                                      13'26
- 2007 《半夜深巷琵琶》為人聲與管絃樂曲                         5'
- 2017 《桐花仙子》為新竹交響管樂團（委託創作）          5'30
- 2017《1895序曲》為新竹交響管樂團（委託創作）         10'30
- 2019《九降風傳說》為雙簧管與管絃樂團                        10'
- 2020 《神話-女媧補天》為狂美交響管樂團（委託創作）  6'30
- 2020 《大湖之戀》為新竹交響管樂團（委託創作）          6'30
- 2020《祖先的腳印》合唱交響曲（三個樂章）為混聲合唱團與國樂團 31’
- 2023《1895風雲》為臺北市立國樂團 (委託創作)          12'30
- 2023《幸福的滋味－幸福个味緒》（邱一帆詞），為獨唱與管弦樂團（客家委員會委託創作）12'

### 室內樂作品
- 1985 《萬象1985》為絃樂四重奏                                7'
- 1987 《三重奏》為長笛、法國號與低音管                        7'30
- 1989 《萬象Ⅰ》為長笛、低音提琴、豎琴與打擊樂                12'
- 1989 《天地人》為十五把絃樂                                  15'30
- 1994 《邊緣》為小提琴、大提琴與鋼琴                           8'10
- 1994 《天堂迷惑》為七重奏                                    12'
- 1995 《歌子山》為三把低音提琴                                10'
- 1995 《吸引子》為鋼琴四重奏                                  12'
- 1995 《桃花源記》為五重奏                                    13'20
- 1996 《海之怒》為三重奏                                       4'
- 1997 《天  問》為國樂室內樂團（委託創作）                     8'
- 1999 《金縷衣》為中國傳統樂器七位演奏者                      11'
- 2001 《古道西風瘦馬》 為小提琴與鋼琴                               15'30
- 2002 《大風起兮》為傳統樂器四重奏                             8'30
- 2002 《笑問客從何處來》為十五人之室內樂                      12'
- 2002 《舞  祭》為單簧管、低音單簧管與鋼琴                     5'
- 2002 《傷歌行》三重奏－雙簧管、琵琶與大提琴                   5'
- 2002 《如來的見證》絲竹四重奏                                 8'
- 2003 《四度空間》－與Kandinsky的對話 為中國鈸、兩個磬、哇哇童玩玻璃珠與鋼琴
- 2003 《雁落平沙》小提琴與鋼琴二重奏                          8'
- 2006 《山中隨想》為二胡、擊樂與鋼琴三重奏                     8'
- 2006 《異之音》 為長笛與豎笛二重奏                           12'
- 2007 《聲音密碼》 為古箏、笙、二胡、擊樂與大提琴五重奏       12'
- 2011 《聲動台灣系列（一）歌仔戲》三個樂章 為絃樂四重奏   10’        第一樂章 七字調隨想  2’30         第二樂章 哭調仔幽思  4’         第三樂章 都馬調印象  3’20
- 2012《窈窕淑女》為大型室內樂團  8’
- 2012《天空落水》為琵琶與絃樂四重奏  10’
- 2014《蕭如松美學創作多媒體音樂》為11位演奏家室內樂曲 50’         六首作品與過場音樂: 1.窗系列 2.寫生客家 3.圓 4.面盆寮  5.幾何圖形 6.學生群像 7.過場音樂
- 2015《舞獅》小提琴獨奏與絃樂團  5’
- 2015《女媧補天》小提琴獨奏與絃樂團  5’
- 2016《風神》小提琴獨奏與鋼琴10'
- 2017《義民禮讚》小提琴獨奏與弦樂團 10’
- 2017《舞獅》長笛獨奏與絃樂團  5’
- 2017《女媧補天》長笛獨奏與絃樂團  5’
- 2023《花非花》四重奏 為長笛, 單簧管, 小提琴與大提琴 8’
- 2023《夜風吹醉舞》為鋼琴三重奏  6’

### 打擊樂作品
- 1994 《恆與變》為打擊樂三重奏                                 4'33
- 1999 《迴  盪》為五位打擊樂者與鋼琴                          12'

### 兒童歌唱劇
- 1983 《灰姑娘》兒童歌唱劇                                    20'
- 1983 《白雪公主》兒童歌唱劇                                  20'

### 聲樂作品
- 1981 《生蛋》為童聲與鋼琴                                    3'
- 1981 《百合花》為童聲與鋼琴                                  3'30
- 1981 《竹枝詞》為混聲合唱與鋼琴                              7'30
- 1983 《唐詩七首》為獨唱與鋼琴                               20'
- 1987 《新詩三首》為女高音、長笛、大提琴與鋼琴                12'
- 1988 《彌撒曲》為無伴奏混聲合唱                              14'
- 1995 《古老的傳說》為女高音、豎笛與鋼琴                      10'
- 1997 《和平與希望》（台灣）歌劇 《舞蹈音樂》 （委託創作）         5'
- 1997 《和平與希望》（台灣）歌劇 《大合唱－台灣、台灣、咱台灣》  （委託創作）         3'
- 2002 《催妝曲》為人聲與鋼琴                                   6'
- 2002 《颯颯東風細雨來》混聲四部合唱與鋼琴                     3'
- 2002 《去  罷》混聲四重唱                                     3'
- 2003 《夢中介小木屋》為三部合唱與鋼琴（客家委員會委託創作）       5'
- 2003 《童年印象》為獨唱與二部合唱與鋼琴（客家委員會委託創作）     4'
- 2004 《六州歌頭》為男高音獨唱、混聲合唱與鋼琴                 7'
- 2005 《半夜深巷琵琶》為人聲與室內樂曲                         5'
- 2006 《半夜深巷琵琶》為人聲與鋼琴                             4'30
- 2006 《渭城曲》為人聲與鋼琴（德文歌詞）                       3'
- 2006 《深夜裡聽到樂聲》為人聲與鋼琴                           3'30
- 2006 《殘  破》為人聲與鋼琴                                   6'30
- 2006 《剎  那》為人聲與鋼琴                                   3'30
- 2007《中原校歌》為獨唱、同聲合唱與鋼琴                        3'
- 2009《飛》為獨唱與鋼琴（黃光男作詞）                          2'
- 2009《張望》為獨唱與鋼琴（黃光男作詞）                        2'
- 2009《健保卡》為同聲二部合唱與鋼琴（客家委員會委託創作）   2'
- 2010《誰知道》為男中音、女高音、女低音與預置鋼琴四重奏     10’
- 2010《闊的海》為人聲獨唱、小提琴、大提琴與鋼琴四重奏  8’
- 2011《別擰我，疼》為人聲與鋼琴曲       5’
- 2012《難 得》為人聲與鋼琴曲              6’
- 2013《滬杭車中》為人聲與鋼琴曲        6’
- 2014《天神似的英雄》為人聲與鋼琴曲        6'30
- 2015《許先生驚某》無伴奏混聲合唱編曲／楊兆禎作曲        3’

### 電子音樂作品
- 1988 《隨想曲Ⅱ》為 電子音樂預錄的錄音帶                     16'30
- 1989 《陽關會》為女高音、南胡、大提琴與預錄的錄音帶          12'
- 1989 《五邊形》為鋼琴與預錄的錄音帶                          15'30
- 1990 《乾》為打擊樂與預錄的錄音帶                            10'
- 1990 《大地之歌》為電子音樂預錄的錄音帶                       9'15

### 鋼琴獨奏作品
- 1984 《隨想曲》為鋼琴獨奏                                     6'
- 1988 《離心力與向心力》為鋼琴獨奏                             6'50
- 1995 《前奏曲與複格》為鋼琴獨奏                               6'00
- 1997 《廟  會》鋼琴組曲			                 12'
- 1998 《飛象與米老鼠》為鋼琴獨奏                               3'
- 1998 《舞龍舞獅》為鋼琴獨奏                                   3'
- 1999 《龜兔賽跑》為鋼琴獨奏                                   3'
- 2000 《水瓶座》十二星座系列之一  為鋼琴獨奏                   1'30
- 2003 《烙  印》鋼琴獨奏曲                                     8'
- 2004 《兵馬俑狂想曲》為鋼琴獨奏                               8'
- 2005 《天神祭》為鋼琴獨奏                                     8'
- 2006 《形影相生》為鋼琴獨奏                                   8'
- 2008 《迷  宮》為鋼琴獨奏曲                                   2'
- 2008 《流  星》為鋼琴獨奏曲                                   2'

### 其他編制作品
- 1986 《直笛曲》四首為直笛與鋼琴                       10'
- 1998 《三國演義》 為三部電子琴合奏曲               10'
- 2000 《舞  祭》為高音直笛與鋼琴                         3'30
- 2000 《誓  言》為中音直笛與鋼琴                         3'50
- 2008 《聲音素描》為手風琴獨奏曲                        8'
- 2013 《落水天》為箜篌獨奏曲                               6’
- 2013 《風之動》為薩克斯風家族獨奏曲                 8’
- 2019 《九如之頌》為小提琴獨奏                            8'

## 評審經歷
- 台灣區客家山歌比賽（第44屆）評審委員（竹東鎮－民國97年）
- 台灣區客家山歌比賽（第43屆）評審委員（竹東鎮－民國96年）
- 教育部94年文藝創作獎－合唱或重唱曲評審委員
- 教育部93年文藝創作獎－合唱或重唱曲評審委員
- 桃園縣93學年度學生音樂比賽－管絃樂合奏與理論作曲評審委員
- 新竹縣立文化中心91年全國客家歌曲創作比賽評審委員
- 新竹縣立文化中心90年全國客家歌曲創作比賽評審委員

## 外部連結
- 行政院客家委員會官方網站  台灣客籍作曲家--蘇凡凌小傳[]
- 臺灣音樂群像 蘇凡凌 （页面存档备份，存于）
- 做女人也做作曲家——記臺灣女作曲家蘇凡凌 （原文登載於北京2005年4月《音樂生活》月刊，並為封面專題人物介紹。）
- 21世紀的客家女性榮耀－蘇凡凌  以作曲為一生志業 (樂覽Music Browser-205期, 2021 April)
- 譜出音樂人生－作曲家蘇凡凌 （新竹生活－雙月刊-2023年2月刊）